# Sudendorfer Vennepohl
Das Sudendorfer Vennepohl ist ein Naturschutzgebiet in der niedersächsischen Gemeinde Glandorf im Landkreis Osnabrück.
Das Naturschutzgebiet mit dem Kennzeichen NSG WE 039 ist 20,4 Hektar groß. Es liegt südwestlich von Glandorf in der Nähe der Landesgrenze zu Nordrhein-Westfalen. Es steht seit dem 15. August 1951 unter Naturschutz. Zuständige untere Naturschutzbehörde ist die des Landkreises Osnabrück.

## Beschreibung
Im Zentrum des Gebietes liegt eine moorige, gut 1 km lange Senke, die aus einem Altwasser der Bever hervorgegangen sein dürfte. Diese fließt heute in gut 250 Meter Entfernung an dem Gebiet vorbei. Aufgrund des sandigen Untergrundes enthält das von Kiefernforsten eingerahmte Niedermoor vor allem an nährstoffarme Verhältnisse angepasste Pflanzenarten. Hierzu gehören:
- Königsfarn (Osmunda regalis)
- Weißes Schnabelried (Rhynchospora alba)
- Braunes Schnabelried (Rhynchospora fusca)
- Rosmarinheide (Andromeda polifolia)
- Glockenheide (Erica tetralix)
- Rauschbeere (Vaccinium uliginosum)
- Scheidiges Wollgras (Eriophorum vaginatum)
- Moosbeere (Vaccinium oxycoccos)
- Rundblättriger Sonnentau (Drosera rotundifolia)

Am Nordwestrand machten sich bereits Ende der 1950er-Jahre erste Anzeichen einer Eutrophierung bemerkbar. Hier fanden sich u. a. Schilfrohr (Phragmites australis), Gelbe Schwertlilie (Iris pseudacorus), Gewöhnlicher Gilbweiderich (Lysimachia vulgaris) und Wasserknöterich (Polygonum amphibium). In den 2010er-Jahren hatte das Moor stark unter Trockenheit zu leiden. Infolgedessen konnte sich das Pfeifengras stark ausbreiten, das die seltenen Moorpflanzen zunehmend verdrängt. Der Wassermangel soll u. a. auf die Begradigung der Bever zurückgehen.